# Estação Avenida de Mayo
A Estação Avenida de Mayo é uma das estações do Metro de Buenos Aires, situada em Buenos Aires, entre a Estação Diagonal Norte e a Estação Moreno. Faz parte da Linha C e faz integração com a Linha A através da Estação Lima.
Foi inaugurada em 09 de novembro de 1934. Localiza-se no cruzamento da Avenida de Mayo com a Rua Bernardo de Irigoyen. Atende o bairro de Monserrat.